# Aconitum pseudostapfianum
Aconitum pseudostapfianum är en ranunkelväxtart som beskrevs av Wen Tsai Wang. Aconitum pseudostapfianum ingår i släktet stormhattar, och familjen ranunkelväxter. Inga underarter finns listade i Catalogue of Life.